# Pseudanhammus keili
Pseudanhammus keili är en skalbaggsart som beskrevs av Conrad Ritsema 1889. Pseudanhammus keili ingår i släktet Pseudanhammus och familjen långhorningar. Inga underarter finns listade i Catalogue of Life.